# Imperata condensata
Imperata condensata är en gräsart som beskrevs av Ernst Gottlieb von Steudel. Imperata condensata ingår i släktet Imperata och familjen gräs. Inga underarter finns listade i Catalogue of Life.